# Rolls-Royce Eagle

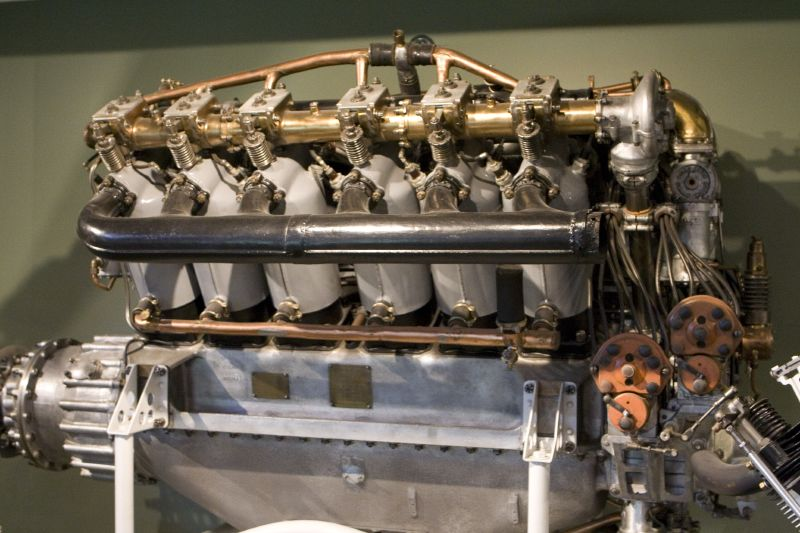
O motor Rolls-Royce Eagle

O Rolls-Royce Eagle, foi o primeiro motor para aviões desenvolvido pela Rolls-Royce Limited. Introduzido em 1915 para atender os requisitos militares britânicos durante a Primeira Guerra Mundial.

## Projeto e desenvolvimento

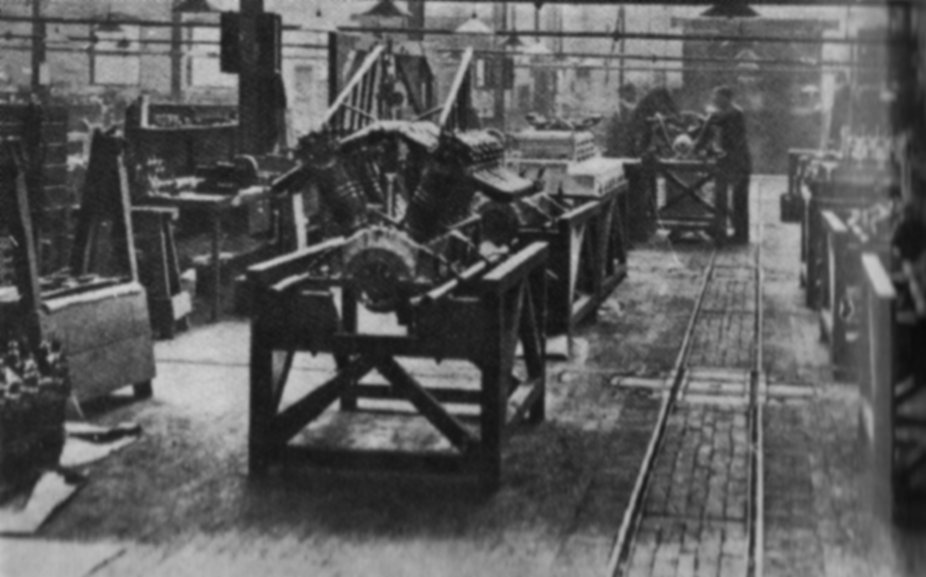
Linha de produção do Rolls-Royce Eagle em Derby.

No início da Primeira Guerra Mundial, o Royal Aircraft Establishment solicitou à Rolls-Royce que desenvolvesse um novo motor de 200 hp refrigerado a ar. apesar de uma relutância inicial, eles concordaram sob a condição de que o motor fosse refrigerado a água, o que era a sua especialidade.
O desenvolvimento do projeto foi liderado por Henry Royce, que tomou como base os motores que equipavam os automóveis: Rolls-Royce Silver Ghost e Mercedes 35 hp. A potência foi aumentada dobrando o número de cilindros para doze. Foram usadas soluções técnicas de ponta para a época, com o intuito de manter o número de rotações abaixo de 1.100 rpm. Para diminuir a inércia e melhorar a performance, o sistema de controle de válvulas foi alterado da posição lateral para a posição superior.
Em 3 de Janeiro de 1915, o Almirantado encomendou 25 desses novos motores. O Eagle executou seu primeiro teste nas dependências da Rolls-Royce de Derby em Fevereiro de 1915, produzindo 225 hp a 1.600 rpm. Depois de mais alguns testes e evoluções, foi aprovada a produção com especificação de 255 hp a 1.800 rpm. O primeiro voo do motor Eagle ocorreu num bombardeiro Handley Page Type O em Dezembro de 1915.  
O Eagle passou por mais melhorias entre 1916 e 1917, com a potência aumentando progressivamente até 360 hp em Fevereiro de 1918, época em que oito versões haviam sido produzidas. Durante a Primeira Guerra Mundial, a Rolls-Royce lutou para construir os motores Eagle nas quantidades requisitadas Departamento de Guerra, mas resistia às pressões para licenciar outros fabricantes a produzir o motor, temendo que a muito admirada qualidade do motor correr risco de ser comprometida.
Depois da Guerra, uma versão do Eagle designada como Mark IX foi desenvolvida para uso civil. A produção continuou até 1928, e um total de 4.681 motores Eagle foram produzidos.

## Variantes

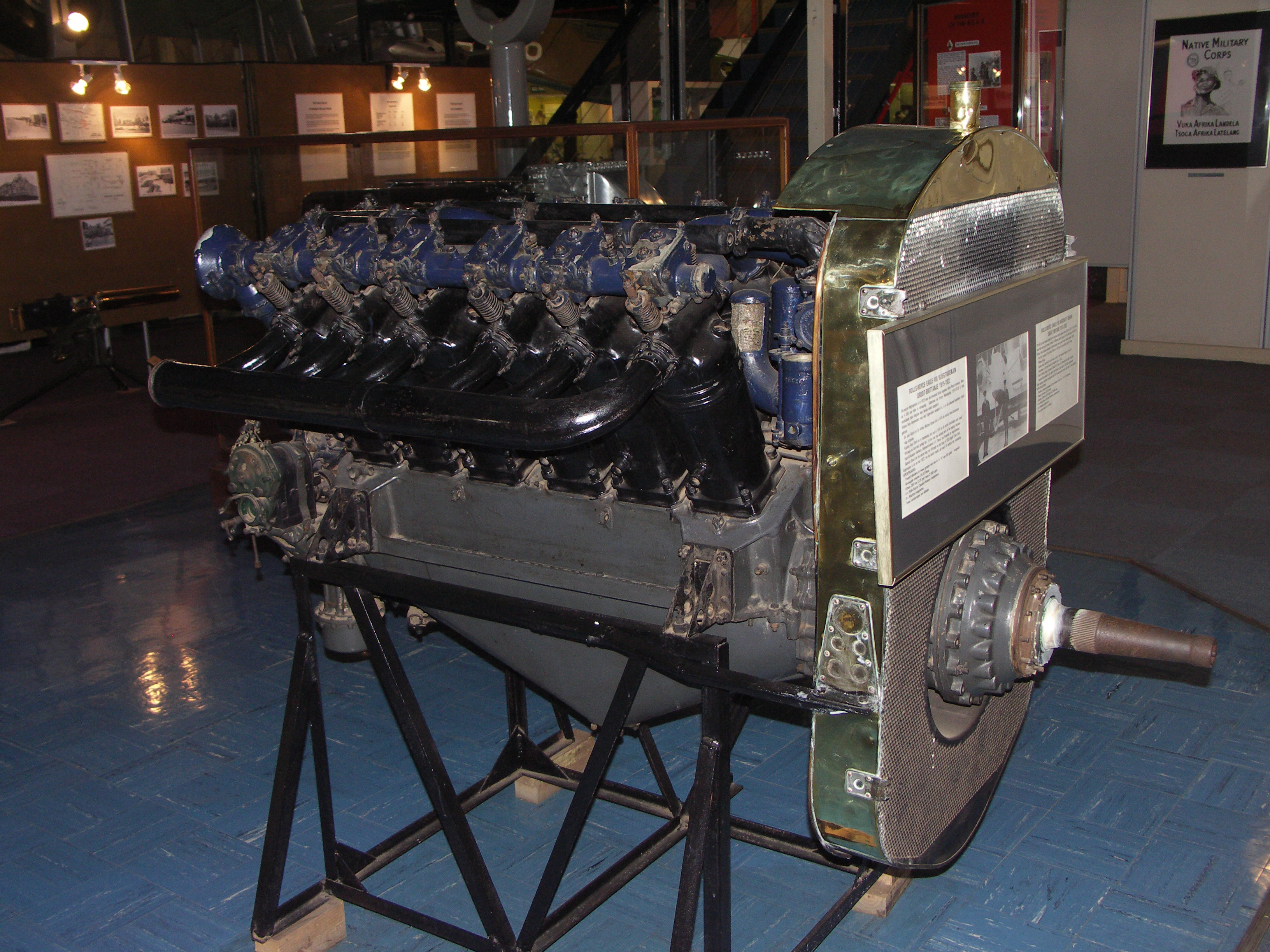
Rolls-Royce Eagle VIII

Eagle I (Rolls-Royce 250 hp Mk I)
(1915), 225 hp, 104 motores produzidos em versões com tração para a esquerda e para a direita.
Eagle II (Rolls-Royce 250 hp Mk II)
(1916), 250 hp, 36 construídos em Derby.
Eagle III (Rolls-Royce 250 hp Mk III)
(1917-1927), 250 hp, taxa de compressão aumentada (4.9:1), pistões reforçados. 110 construídos em Derby.
Eagle IV (Rolls-Royce 250 hp Mk IV)
(1916-17), 270/286 hp, 36 construídos em Derby.
Eagle V (Rolls-Royce 275 hp Mk I)
(1916-17), 275 hp, eixo de comando de válvulas melhorado, 100 construídos em Derby.
Eagle VI (Rolls-Royce 275 hp Mk II)
(1917), 275 hp, primeira utilização de velas de ignição, 300 construídos em Derby.
Eagle VII (Rolls-Royce 275 hp Mk III)
(1917-18), 275 hp, 200 construídos em Derby.
Eagle VIII
(1917-1922), 300 hp, grande número de modificações, 3.302 construídos em Derby.
Eagle IX
(1922-1928), 360 hp, desenvolvido para uso civil, 373 construídos em Derby.

## Utilização
| - Admiralty N.S.3 North Sea Airship - Admiralty 23 Class Airship - Airco DH.4 - Airco DH.9 - ANEC III - BAT F.K.26 - Blackburn Blackburd - Curtiss H.12 Large America - Curtiss-Wanamaker Triplane - de Havilland D.H.10 - de Havilland D.H.16 - Dornier Do E - Dornier Wal - Fairey III - Fairey Campania - Felixstowe F.2 - Felixstowe F.3 - Felixstowe F.4 | - Felixstowe F.5 - Grahame-White G.W.E.7 - Handley Page 0/100 - Handasyde H.2 - Handley Page H.P.18 - Handley Page 0/400 - Handley Page V/1500 - Handley Page Type W - Hawker Horsley - Porte Baby - Porte Fury - Martinsyde F.1 - Royal Aircraft Factory F.E.2 - Royal Aircraft Factory F.E.4 - Royal Aircraft Factory R.E.7 - Short Bomber - Short N.1B Shirl | - Short Type 184 - Sopwith Atlantic - Sopwith Wallaby - Sopwith Tractor Triplane - Supermarine Commercial Amphibian - Supermarine Scarab - Supermarine Sea Eagle - Supermarine Swan - Van Berkel W-B - Vickers F.B.11 - Vickers Valparaiso - Vickers Vernon - Vickers Viking - Vickers Vulcan - Vickers Vulture - Vickers Vimy - Wight Converted Seaplane |